# دنیل آنتونی
دنیل آنتونی (انگلیسی: Daniel Anthony‏ ۴ اکتبر ۱۹۸۷ – ) بازیگر اهل بریتانیا است.
از فیلم‌ها یا برنامه‌های تلویزیونی که وی در آن نقش داشته‌است می‌توان به ماجراهای سارا جین اشاره کرد.